# Scrap
A Scrap Szabó Levente képregénye, amely 2011-ben jelent meg a Roham gondozásában. A kötet három rövid történetet tartalmaz, amelyek egy távoli bolygón játszódnak a középpontban Gus karakterével. A képregény képi világát Ashley Wood munkássága inspirálta.